# Rode Loper (Amsterdam)
De Rode Loper is een project van de gemeente Amsterdam om na de aanleg van de metrotunnels voor de Noord/Zuidlijn de straten er boven een nieuwe inrichting te geven, waardoor het voorheen vaak rommelige straatbeeld wordt opgeschoond.
De benaming Rode Loper werd ingegeven door het voornemen het gehele traject herkenbaar te laten zijn, onder meer door kleurgebruik, over de gehele lengte zou één rode tint worden gebruikt. Het Stadsdeel Centrum heeft echter in het najaar van 2012, na beoordeling en testen met verscheidene soorten bestrating, besloten om het voetgangersgebied grijs te maken. Een belangrijk argument hierbij was dat de "antracietkleurige" variant het meest "naaldhak-proof" was gebleken.
Het eerste deel van dit project heeft betrekking op het Damrak, Rokin, Vijzelstraat en Vijzelgracht. De werkzaamheden startten in 2013 en waren gedeeltelijk gereed toen de metro in juli 2018 ging rijden.
De Vijzelstraat tussen het Muntplein en de Prinsengracht is nog niet aangepast. Hier worden eerst de bruggen over de Herengracht en Keizersgracht vernieuwd, waarna de straat opnieuw wordt ingericht. Dit project start in het najaar van 2019 en zal minstens twee jaar duren.
De Gemeente Amsterdam en het Stadsdeel Zuid willen deze route doortrekken over het Weteringcircuit, de Ferdinand Bolstraat, de Scheldestraat tot het Scheldeplein, opdat uiteindelijk over deze radiaalstraat en ook voor toeristen en congresbezoekers een aantrekkelijke wandelroute ontstaat tussen Centraal Station en RAI.
Het gedeelte van de Ferdinand Bolstraat tussen de Stadhouderskade en de Ceintuurbaan is in 2017/'18 heringericht. Het gedeelte van deze straat tussen Ceintuurbaan en het Cornelis Troostplein is in 2020/'21 heringericht.

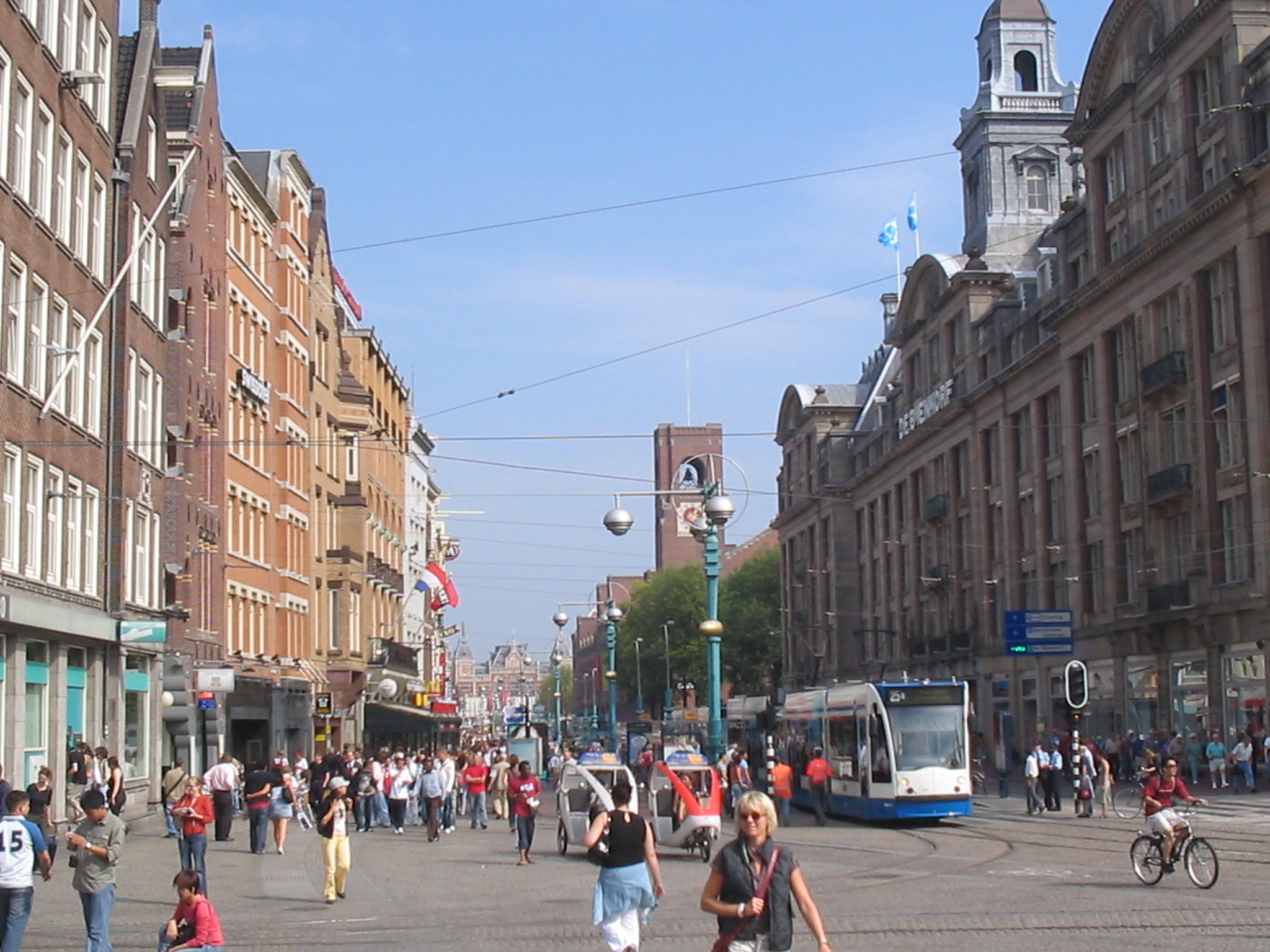
Damrak (2005)
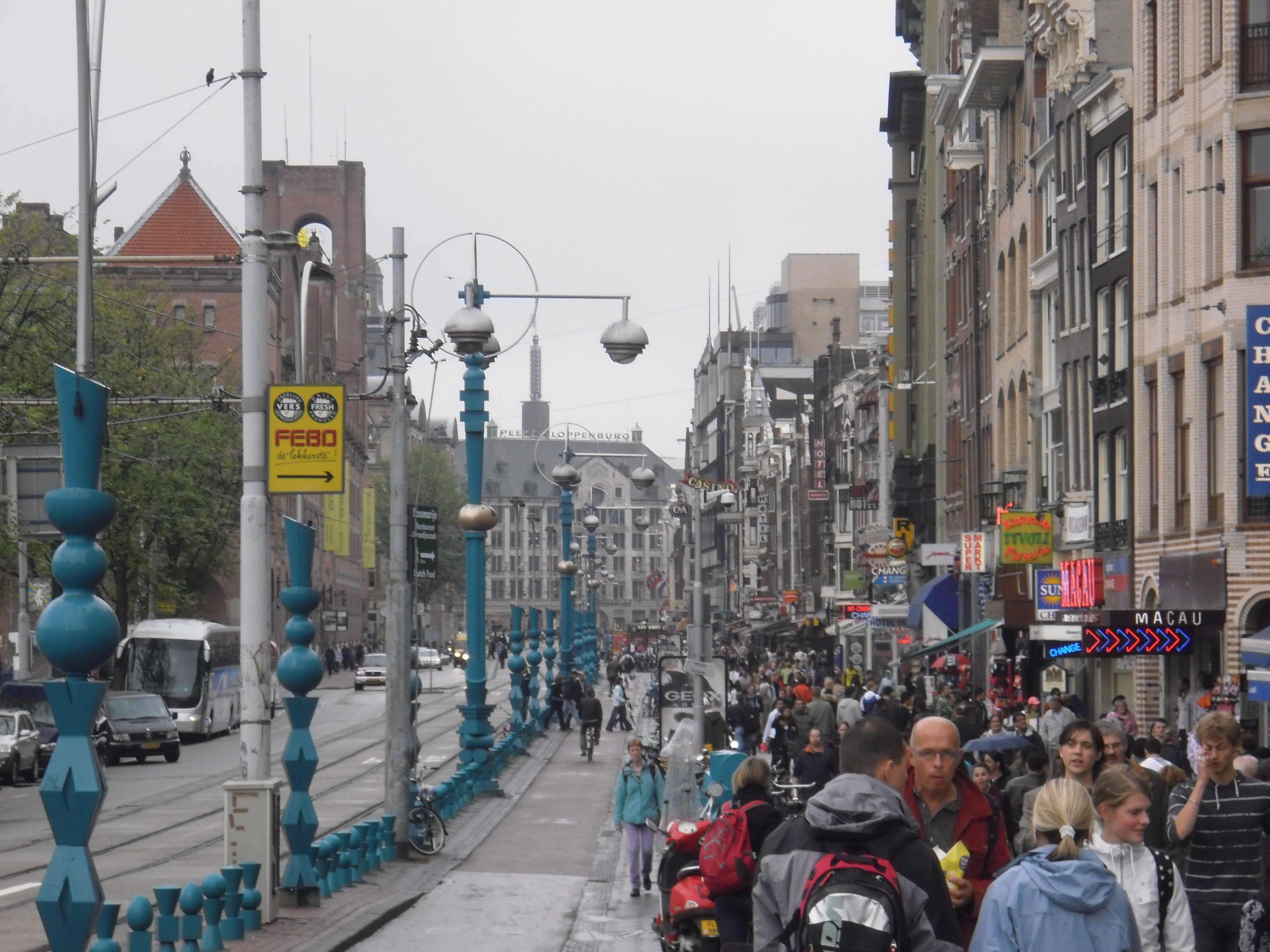
Rommelig en druk straatbeeld op het Damrak (2009)
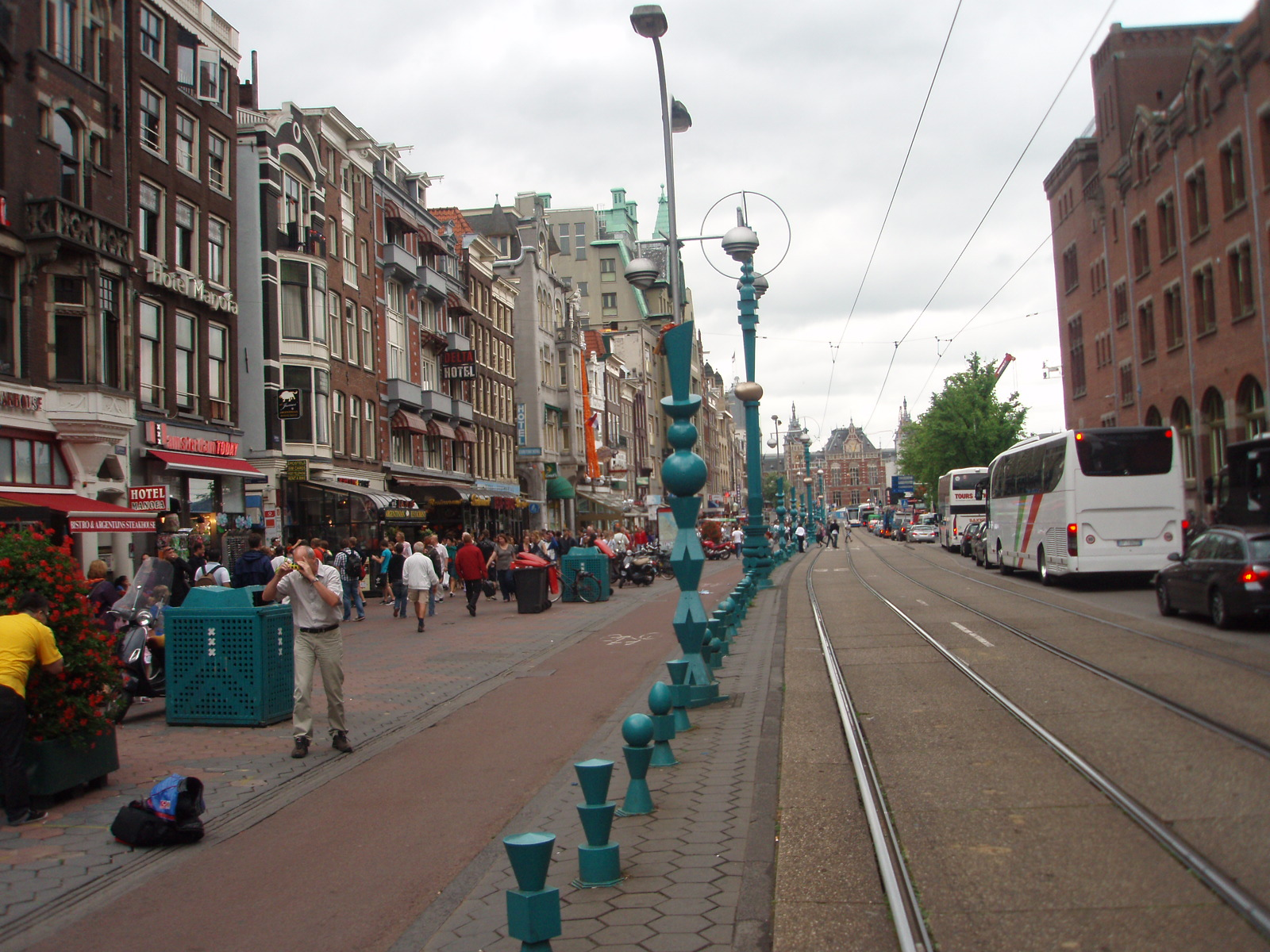
Bij de herinrichting verwijderd straatmeubilair op het Damrak (2010)
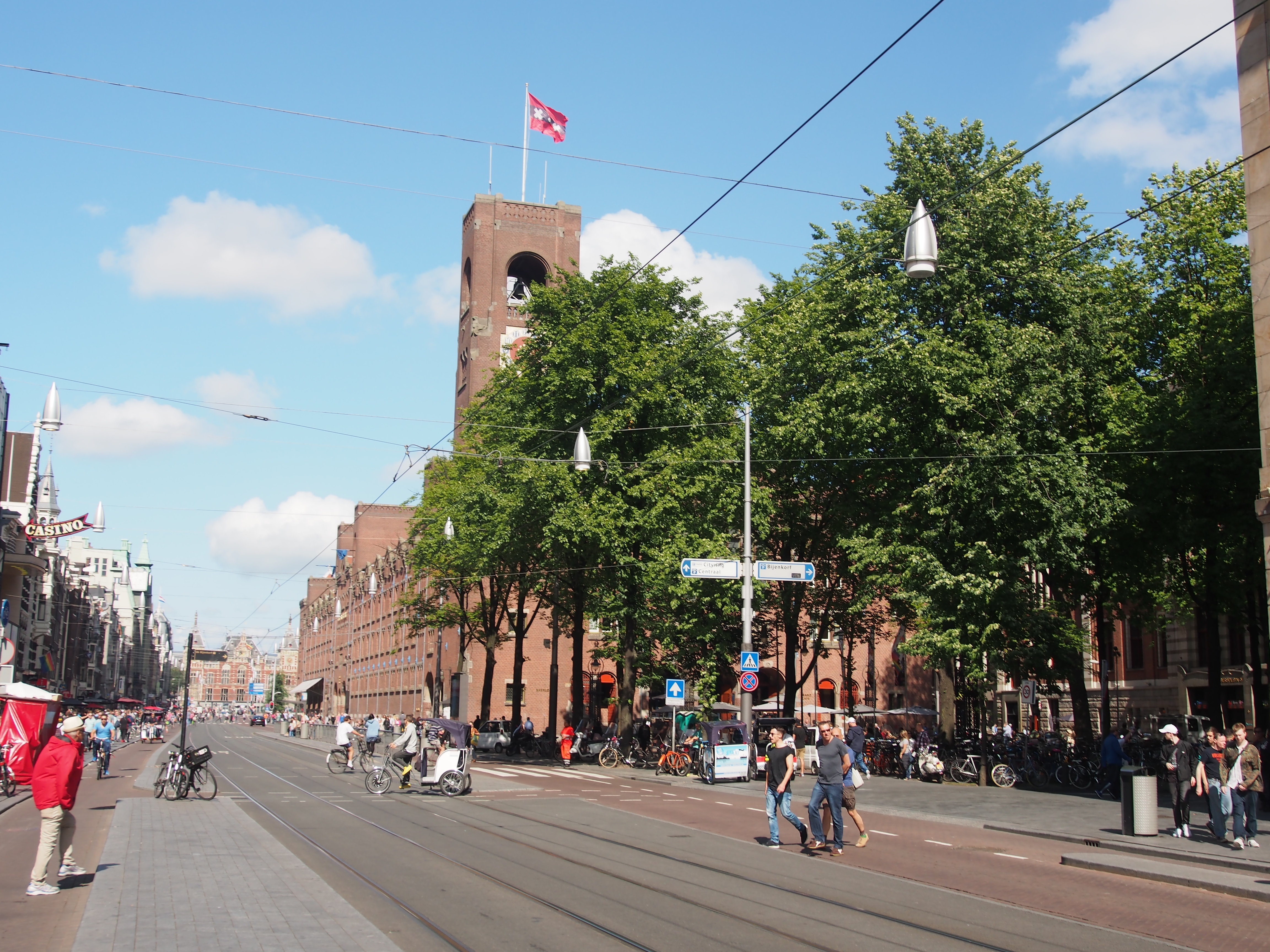
Damrak na herinrichting (2016)
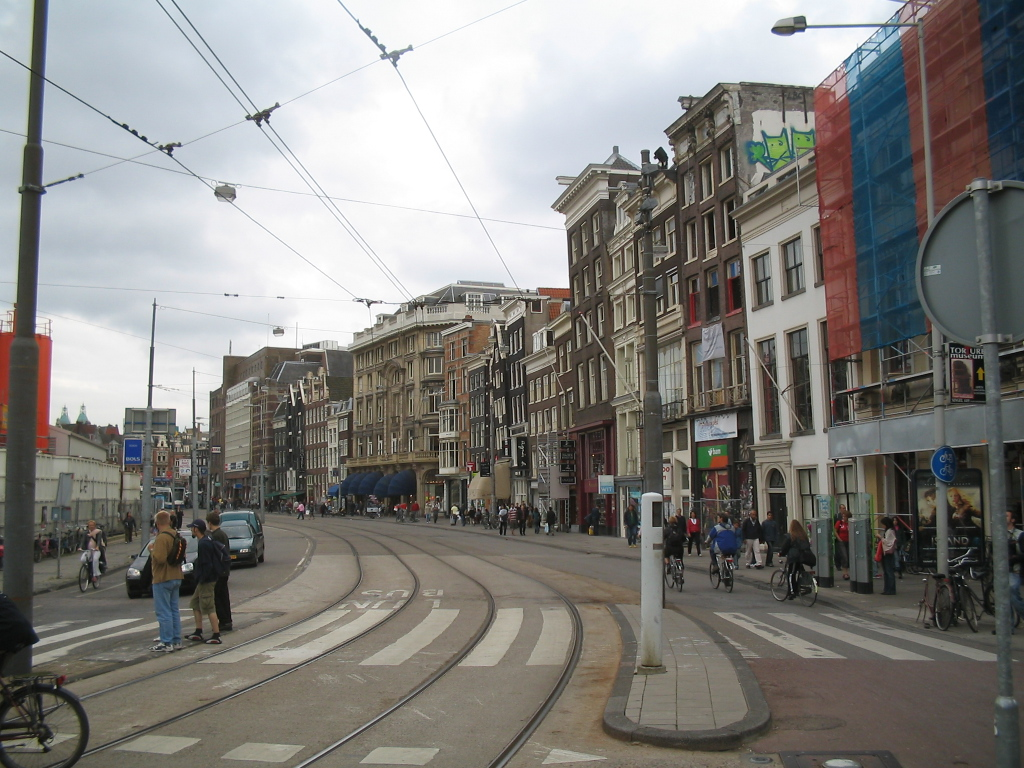
Rokin (2005)
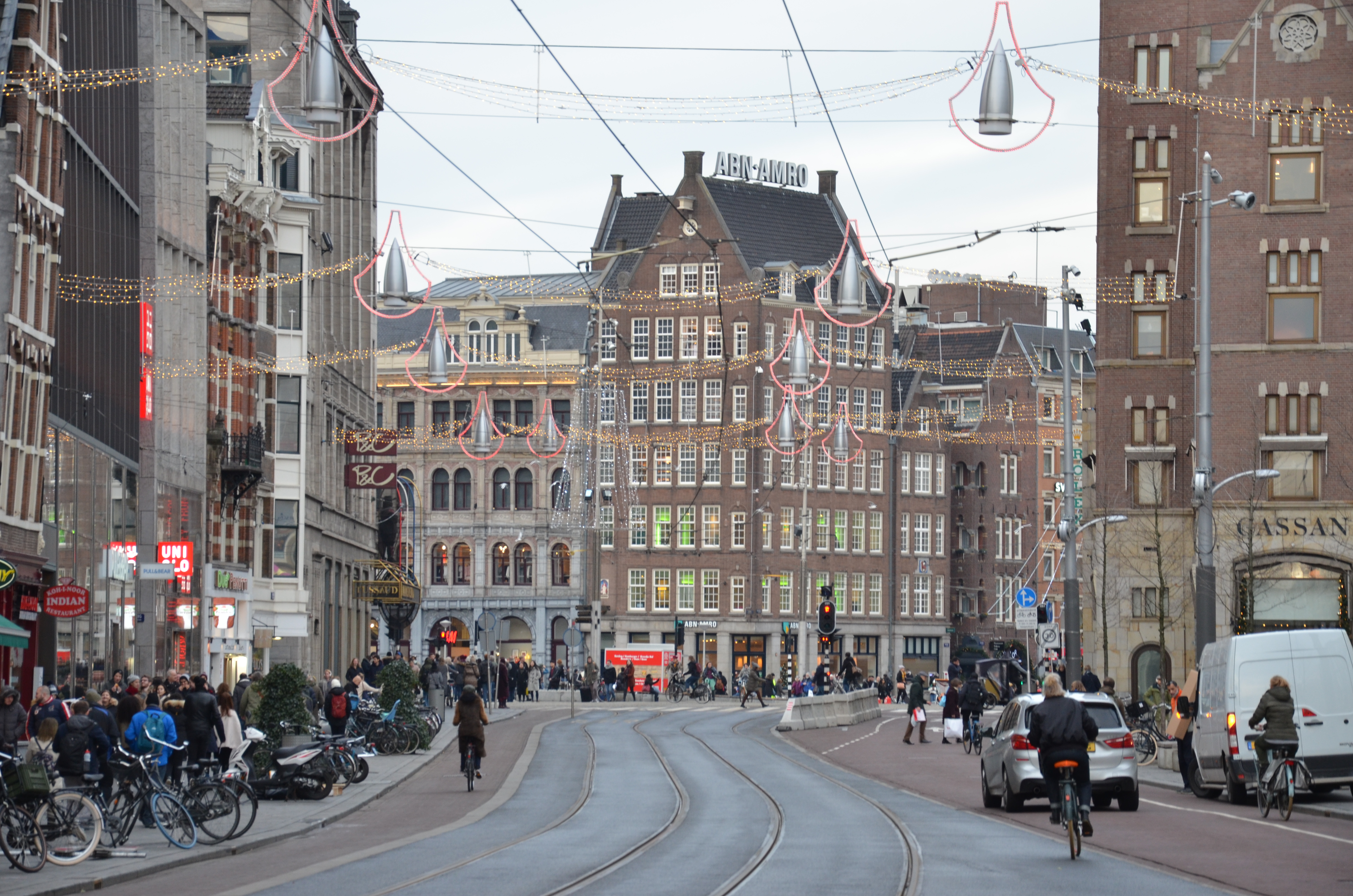
Rokin na herinrichting (2018)
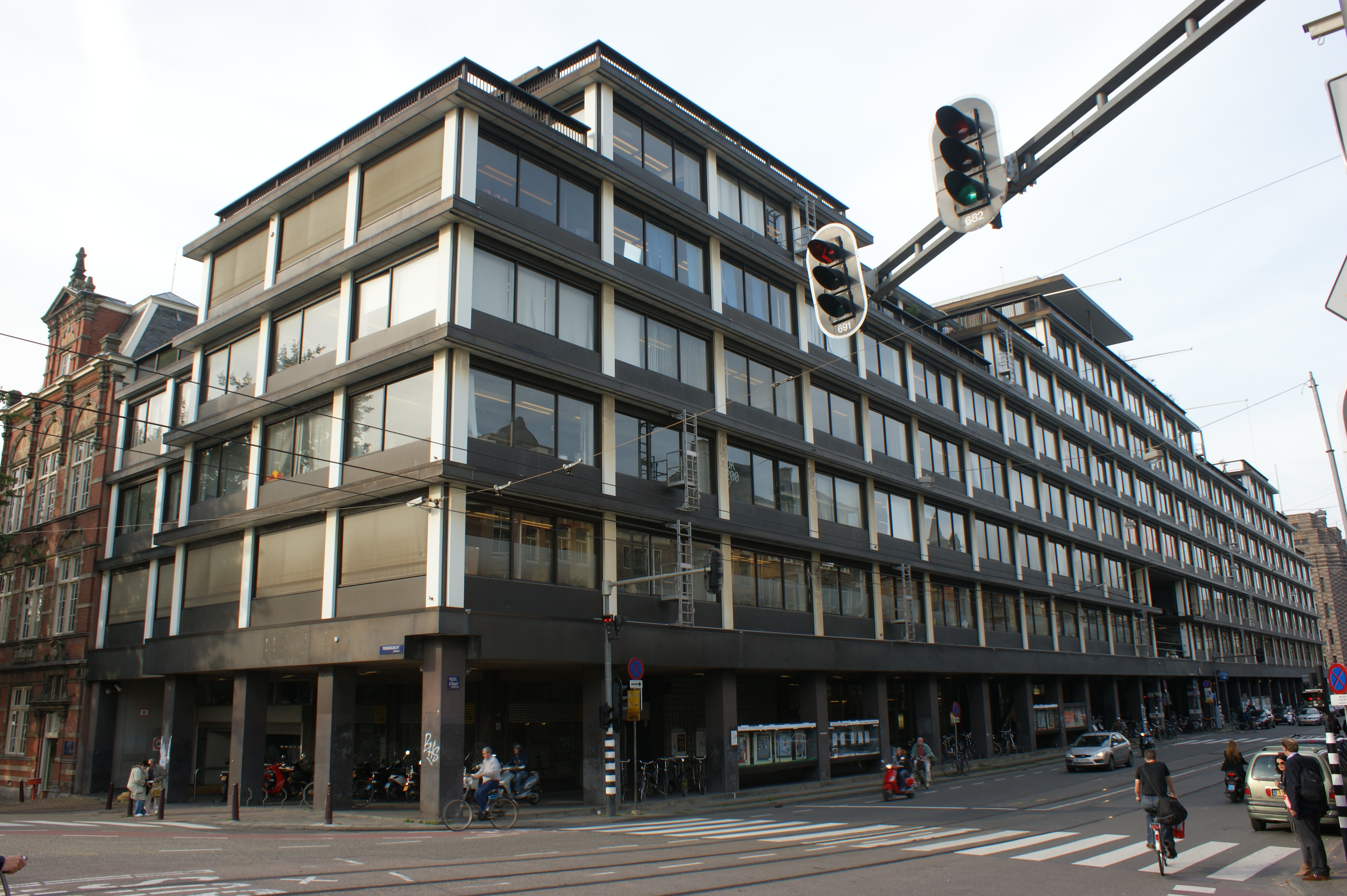
Vijzelstraat (2010)
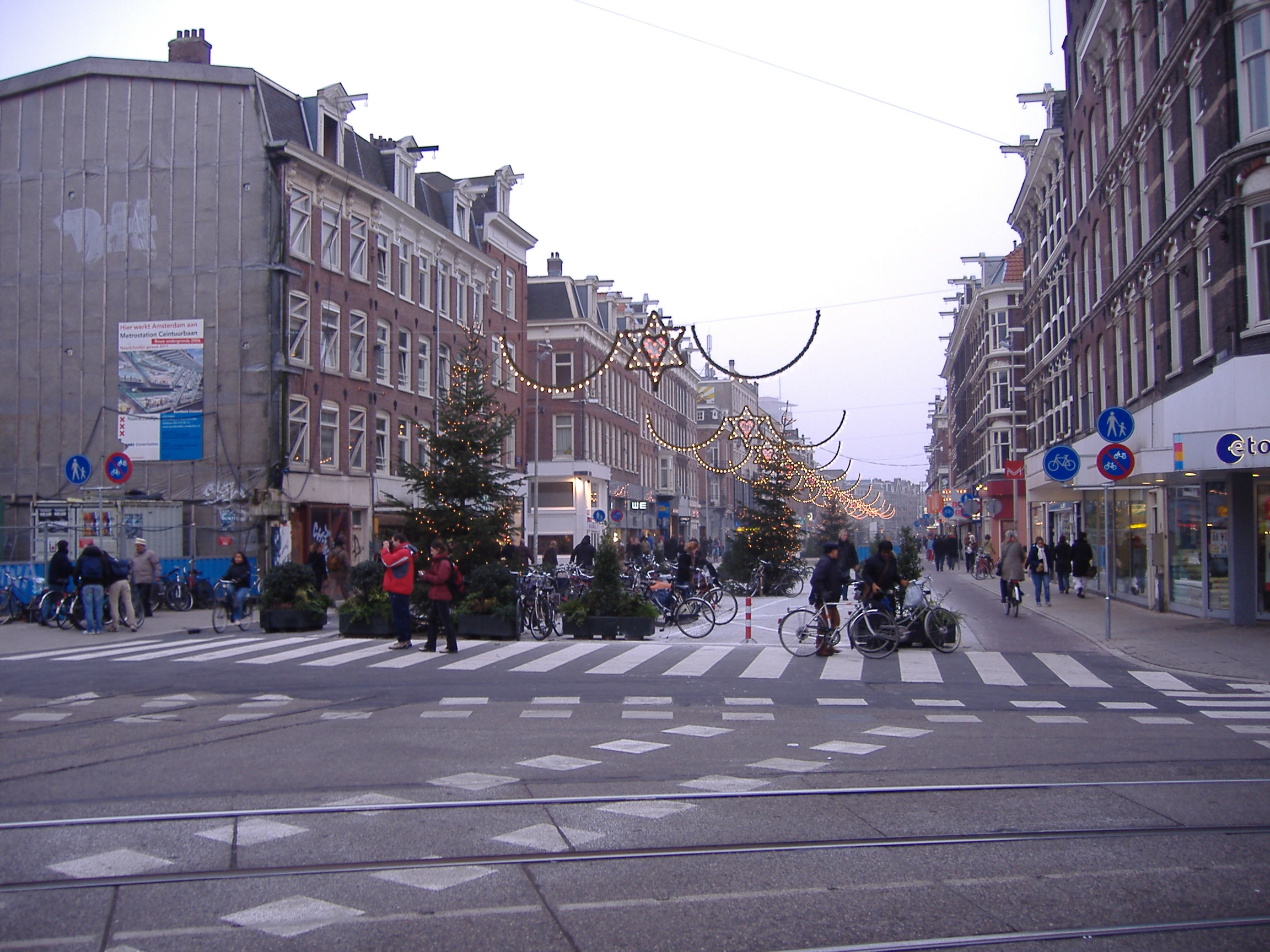
Ferdinand Bolstraat (december 2006)